# Symbrenthia viridis
Symbrenthia viridis är en fjärilsart som beskrevs av Corbet 1948. Symbrenthia viridis ingår i släktet Symbrenthia och familjen praktfjärilar. Inga underarter finns listade i Catalogue of Life.